# Ер Тостик и Айдахар
«Ер Тостик и Айдахар» (каз. Ер Төстік және Айдаһар) — казахстанский полнометражный анимационный фильм в формате 3D режиссёров Жакена Даненова и Рустама Туралиева. Вышел в прокат 21 марта 2013 года.

## Сюжет
Повелитель подземного царства Бапы затеял коварный план. Он решил проглотить Солнце — яйцо птицы Самрук, и тем самым устроить на земле мир вечной темноты. Зная, что раз в тысячу лет рождается батыр, который способен остановить Зло, Бапы с помощью своих помощников делает все возможное, чтобы батыр не родился и не смог ему помешать.
Однако Тостик появляется на свет, и растет не по дням, а по часам… Ведь приближается то время, когда прилетит птица Самрук, чтобы снести новое Солнце — яйцо. И только решающая битва с Айдахаром определит судьбу человечества…

## Роли озвучивали
На казахском:
- Дулыга Акмолда (Ер Тостик),
- Димаш Ахимов (Шоинкулак),
- Кунсулу Шаяхметова (Бекторы),
- Мерей Аджибеков (Тушканчик),
- Лидия Каден (Мыстан),
- Нукетай Мышбаева (Ажар),
- Кадырбек Демесинов (Ерназар),
- Аккенже Алимжан (Кенжекей),
- Кайрат Домбаев (Бапы),
- Бауыржан Каптагай (Акын),
- Елдар Отарбаев (Черепашка),
- Бейбит Муслимов (Таусогар),
- Азамат Канапияев (Желаяк),
- Ержан Тусупов (Кольжутар).

На русском:
- Илья Шилкин (Ер Тостик),
- Роман Прохоров (Шоинкулак),
- Лия Нэльская (Мыстан),
- Нина Жмеренецкая (Ажар),
- Игорь Личадеев (Ерназар),
- Анастасия Темкина (Кенжекей),
- Оксана Бойченко (Бекторы),
- Мерей Аджибеков (Тушканчик),
- Анатолий Креженчуков (Бапы),
- Сергей Никоненко (Акын, Кольжутар),
- Евгений Жуманов (Черепашка),
- Илья Садыков (Таусогар),
- Филипп Волошин (Желаяк),
- Динара Егеубаева (Книга).

## Создание фильма
«Ер Тостик и Айдахар» создавали около трёх лет. Изначально картина задумывалась в технологии 2D, то есть рисованной. Позже было принято решение сделать мультфильм трёхмерным. Его сюжет, основанный на переработке народных казахских сказок, повествует о борьбе могучего батыра Ер Тостика с силами зла из подземного мира, которые объединились и превратились в дракона Айдахара.
Саундтрек к фильму написан Виталием Михаэлисом. Использованы несколько мотивов Едыля Кусаинова, а также некоторые сцены озвучены группой «Туран» на темы Актоты Раимкуловой. Песня-дуэт написана Русланом Кара и аранжирована В. Михаэлисом.

## Финансовые показатели
По данным пресс-службы «Казахфильма», на создание мультфильма было потрачено 1,2 миллиона долларов. После выхода в прокат 21 марта 2013 г. фильм заработал в первую неделю 31,3 миллиона тенге (207 тысяч долларов).

## Награды
- Диплом «За очень интересный сюжет», XV Кинофестиваль «Сказка».